# Pachyscia heishidingensis
Pachyscia heishidingensis is een insect uit de orde Phasmatodea en de  familie Diapheromeridae. De wetenschappelijke naam van deze soort is voor het eerst geldig gepubliceerd in 2012 door Ho.